# Austin Killips
Austin Killips (Chicago, 30 december 1995) is een Amerikaans wegwielrenster en veldrijdster, die anno 2023 rijdt voor het Amerikaanse team Amy D Foundation.
Killips begon in 2019 met fietsen. Ze was toen al fietsmekanieker. Hiervoor behaalde ze haar diploma in Oregon. Ze studeerde sociale wetenschappen, en deed eerder aan skiën.
In mei 2022 behaalde Killips haar eerste overwinning, namelijk het bergklassement in de Joe Martin Stage Race. Een jaar later won ze eveneens het berg- en eindklassement in de Ronde van de Gila, en werd ze daarmee de eerste transgender vrouw die een meerdaagse UCI-koers wist te winnen. Ook won ze de vijfde etappe in die wedstrijd. Haar overwinning zorgde voor veel kritiek op sociale media, maar de UCI en tal van (ex-)wielrenners steunden Killips, die bovendien voldoet aan alle regels voor transwielrenners.
In het veldrijden behaalde ze in november 2022 haar eerste overwinning, op de eerste dag van The Northampton International. Haar eerste Europese podiumplaats behaalde ze in januari 2023 in de Belgische Kasteelcross, na de Nederlandse Denise Betsema en de Belgische Marion Norbert-Riberolle.
Ze noemde de Nederlandse Natalie van Gogh en de Amerikaanse Molly Cameron als haar voorbeelden.

## Ploegen
- 2021 -  Pratt Racing
- 2022 -  Nice Bikes
- 2023 -  Amy D Foundation